# 激光几维鸟旗
激光几维鸟旗（英語：Laser Kiwi flag），初名发射激光旗， 是2015至2016年新西兰国旗公投的候选国旗之一，由露茜·格雷（英語：Lucy Gray）于2015年设计。这面旗帜虽未当选新西兰国旗，但已成为一种持续引起人们设计兴趣的社交媒体现象。

## 背景
2015年，露茜·格雷设计了激光几维鸟旗作为新西兰的拟议旗帜。在2015-2016年新西兰国旗公投期间这面旗广受关注，成为了一种大型社交媒体现象。当时的许多喜剧演员（如约翰·奥利弗等）在与国旗公投和新西兰有关的喜剧桥段中也时常提到这面旗帜。这面旗上的图案是一株新西兰树蕨和一只双眼发射出绿色的激光束的几维鸟。格雷对这面旗的描述是：“激光束投射出新西兰强大的形象。我认为我的设计‘很有力’，不需要讨论。”喜剧演员经常对此打趣说，如果这面旗成为了新西兰的官方国旗，它将会让新西兰的敌人“感到害怕”。
此次公投后，这面旗帜的关注度和销售量颇高，经常出现在新西兰国内外的体育赛事和音乐会等活动中。

## 设计者
露茜·格雷来自新普利茅斯，是一名视听技术人员。她曾加入过新西兰政党行动新西兰的青年翼，并以本名詹姆斯·格雷（英語：James Gray，格雷是跨性别者，于参加选举后变性为女性）参加了2014年新普利茅斯选区的大选。她最终收获0.55%的选民投票，在党内位列第28而落选。她于2017年退党。
格雷在参加大选之后搬到了奥克兰。之后的某一个晚上，她用画图软件制作了这面旗帜。她的灵感来自澳大利亚生存的各种致命动物。在这面旗上，她将几维鸟的形象也设计成了一种双眼放出激光的“致命动物”。新西兰国旗公投第一阶段的四面备选旗帜公布后，格雷表示这些设计对她“没有启发”，因为它们对她“没有太大意义”。